# Kaliagung
Kaliagung is een bestuurslaag in het regentschap Kulon Progo van de provincie Jogjakarta, Indonesië. Kaliagung telt 5596 inwoners (volkstelling 2010).